# Povoamento da Islândia

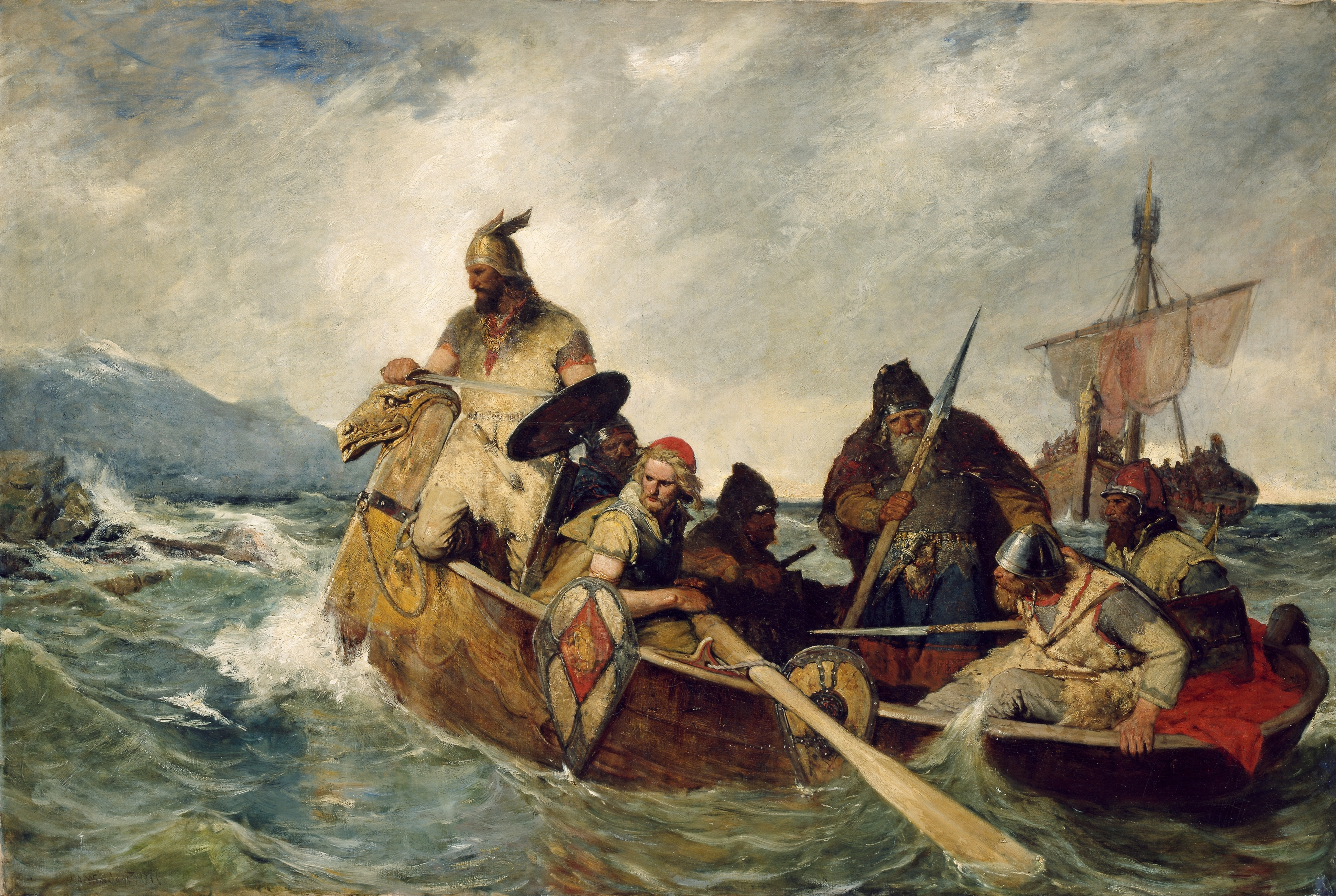
Nórdicos desembarcam na Islândia no ano 872 dC

O povoamento da Islândia em islandês:  landnámsöld), crê-se ter começado na segunda metade do século IX, quando os colonos nórdicos migraram ao longo do Atlântico Norte.
As razões da migração são incertas: 
mais tarde, na Idade Média, os próprios islandeses tendiam a citar conflitos civis provocados pelas ambições do rei norueguês Harald I, da Noruega, mas os historiadores modernos centram-se em fatores mais profundos, como a escassez de terras aráveis na Escandinávia. Ao contrário da Grã-Bretanha e da Irlanda, a Islândia era uma terra não-habitada que podia ser ocupada sem conflitos. 

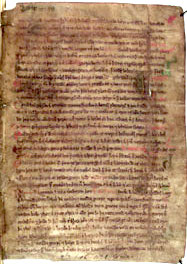
Página em pergaminho do manuscrito Landnámabók, Museu Árni Magnússon em Reykjavík

Com base no Íslendingabók de Ari Þorgilsson e Landnámabók, histórias que datam dos séculos XII e XIII e contêm detalhes importantes sobre  o povoamento da ilha, os anos 870 e 874 dC tradicionalmente considerados os iniciais. 
Contudo, a exatidão dessas não é muito confiável, e pesquisas recentes guiam-se mais em evidências arqueológicas e genéticas.
Tradicionalmente, considera-se que a Era do Povoamento da Islândia durou de 874 a 930, altura em que a maior parte da ilha foi ocupada e Alþingi (Althingi), a assembleia da Comunidade da Islândia, foi fundada em Þingvellir (Thingvellir). A Islândia é, portanto, provavelmente a penúltima grande massa terrestre a ser colonizada por humanos (a Nova Zelândia é a última).

## História da população

### Povoamento pré-nórdico
Resultados controversos num recente trabalho de datação por carbono, publicado na revista Skírnir, sugerem que a Islândia pode ter sido habitada desde a segunda metade do século VII. O Íslendingabók de Ari Thorgilsson afirma que os colonos nórdicos encontraram monges gaélicos de uma missão Hiberno-escocesa quando chegaram à Islândia. Existem evidências arqueológicas de um local monástico da Irlanda na caverna Kverkarhellir, na localidade de Seljaland, no sul da Islândia. Depósitos de sedimentos indicam que as pessoas moraram lá à volta de 800 dC e cruzes consistentes com o estilo hiberno-escocês foram esculpidas na parede duma caverna próxima.
A fonte mais antiga conhecida, que menciona o nome "Islândia", é uma runa do século XI, esculpida na Gotland, enquanto as mais antigas descobertas arqueológicas indicam populações que datam do século IX. Existe uma possível menção anterior da Islândia no livro De mensura orbis terrae do monge irlandês Dicuil, datado de 825. Dicuil alegou ter conhecido alguns monges que viveram na ilha de Thule. Estes relataram que a escuridão reinava durante o inverno, mas que os verões eram claros o suficiente para catar piolhos das roupas, mas a veracidade dessa fonte pode ser questionada. Além disso, a Islândia dista apenas cerca de 450 Kms das Ilhas Faroé, que haviam sido visitadas pelos monges irlandeses no século VI, e colonizadas pelos nórdicos por volta de 650 dC.
Uma cabana em Hafnir abandonada entre 770 e 880, atestou a construção precede claramente o povoamento oficial de 874 dC. Pensa-se que tenha sido um posto avançado apenas habitado parte do ano, mas não se sabe se foi construído por pessoas da Escandinávia, Irlanda ou Escócia.

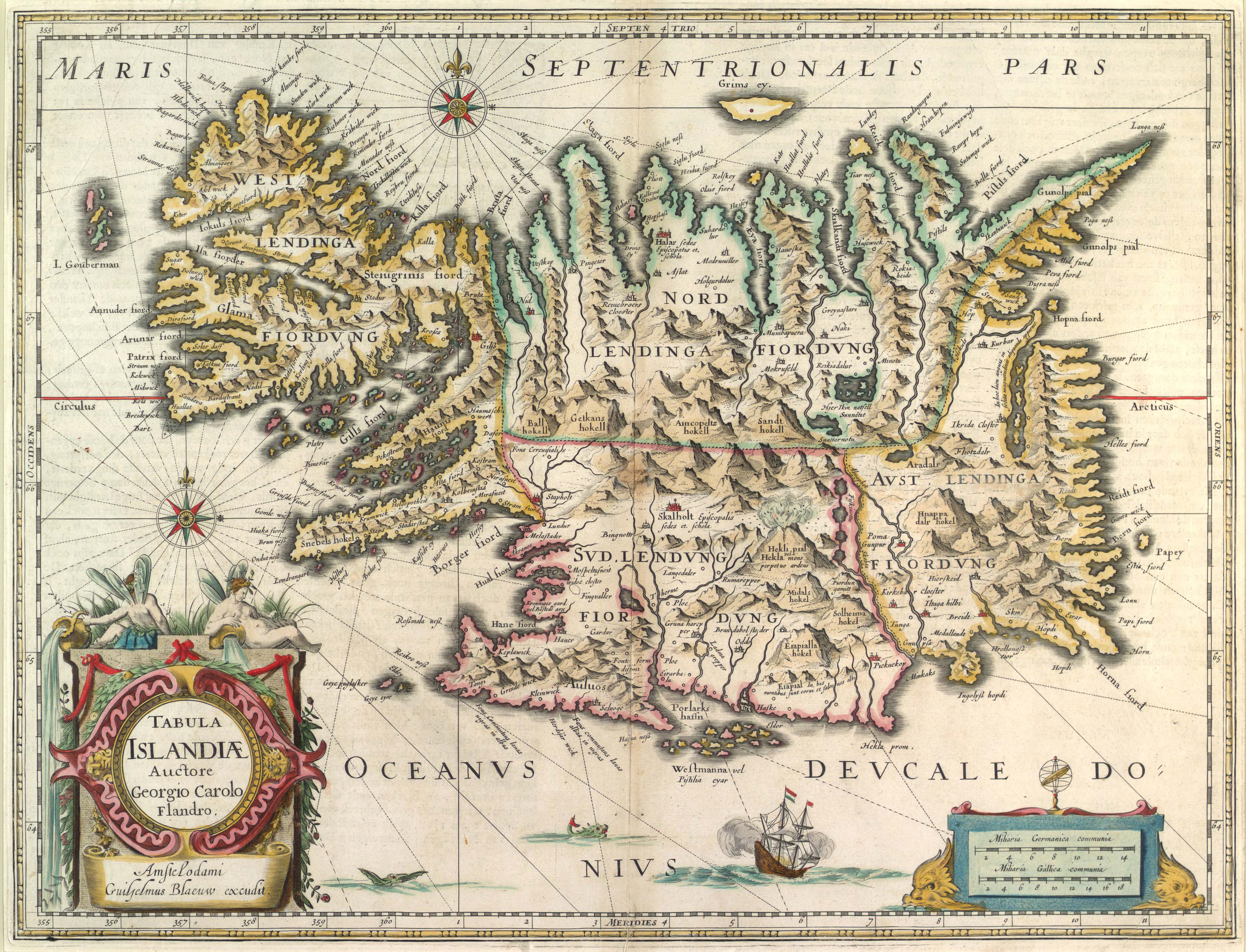
Mapa da Islândia

### Povoamento nórdico
Fontes escritas consideram que a era da colonização na Islândia começou com a colonização de Ingólfr Arnarson por volta de 874, pois foi ele quem iniciou a navegação para a Islândia com o objetivo de colonizar a terra. Evidências arqueológicas mostram que a ocupação humana da ilha começou de facto nessa fase e "que o país inteiro foi colonizado nalgumas décadas no final do século IX". As estimativas do número de pessoas que migraram para o país durante a Idade da Liquidação variam entre 4.300 e 24.000, com estimativas do número de colonos iniciais variando entre 311 e 436.
Enquanto as fontes escritas enfatizam o populações da Noruega, as evidências genéticas mostram que a população fundadora da Islândia veio da Irlanda, Escócia e Escandinávia: estudos de DNA mitocondrial e cromossomas Y indicam que 62% da ancestralidade matrilinear dos islandeses deriva da Escócia e da Irlanda (sendo a maior parte do restante da Escandinávia), enquanto que 75% da ascendência patrilinear deriva da Escandinávia (sendo a maior parte do restante das Ilhas Irlandesas e Britânicas). Evidências arqueogenéticas sugerem que a população fundadora real incluiu novamente uma proporção maior de colonos das Ilhas Irlandesas e Britânicas: um estudo descobriu que a ascendência nórdica média entre os colonos da Islândia era de 56%, enquanto na população atual esse número era de 70%. Pensa-se que a maioria dos colonos da Irlanda e da Escócia tenha sido escrava e, portanto, reproduzida com menos sucesso do que os colonos de alto status da Escandinávia, tornando-os ancestrais de uma proporção menor da população moderna.

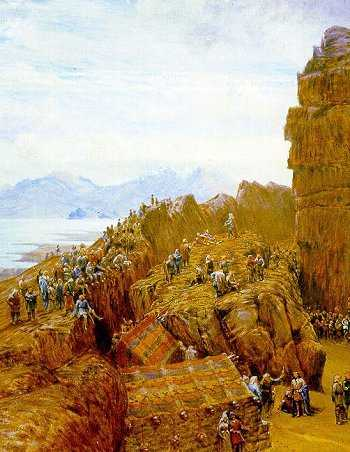
Sessão Alþingi do século XIX

Embora a noção de que a pressão da população tenha impulsionado a migração para a Islândia permaneça sem suporte na literatura académica, várias razões foram apresentadas para o povoamento da Islândia:
1. A terra disponível teria sido apelativa para os escandinavos da era viking, especialmente devido ao clima relativamente quente da Islândia na época.
2. A observação de recursos valiosos, como o marfim da morsa, tornou a Islândia interessante para comerciantes.
3. Vada vez mais resistência às incursões vikings nas ilhas britânicas e na Europa continental no final do século IX, levou os vikings a buscar oportunidades mais pacíficas.
4. Fontes escritas medievais enfatizam como a centralização da Noruega por Harald Fairhair e a imposição de impostos onerosos aos agricultores, incentivaram classes agricolas a emigrar para a Islândia.

Fontes escritas relatam que alguns colonos escolheram terras livremente, outros compraram terreno de colonos anteriores, alguns foram agraciados com terras por colonos anteriores e que alguns colonos expropriaram outros das terras à força ou intimidação. As terras provavelmente não eram arrendadas durante a Era da colonização. O medievalista Hans Kuhn argumentou que as terras foram doadas ou tiradas livremente porque os colonos anteriores não precisavam de terras tão extensas. O historiador Gunnar Karlsson observa que poderia ser racional para os colonos iniciais, incentivar novos colonos a estabelecer terras nas proximidades, afim de facilitar a manutenção de gado e escravos e como património seguro em tempos de crise.
Ari Thorgilsson afirma em Íslendingabók que o país havia sido "totalmente repartido" em 930. Análogamente, Landnámabók sugere que em sessenta anos, toda a terra utilizável havia sido tomada; menciona 1.500 nomes de propriedades e locais e mais de 3.500 pessoas, organizadas de maneira geográfica.
Na periodização da história da Islândia, considera-se portanto, que a idade da colonização terminou no ano de 930, com o estabelecimento de Alþingi; ponto esse, considerado como o começo da Commonwealth da Islândia. Amostras arqueológicas revelam no entanto, "que os imigrantes continuaram a chegar à Islândia durante o século X". Os autores de um estudo especulam que "a imigração contínua pode ter sido necessária para sustentar a população".

## Teorias

### Naddoddr e Garðar

Viagens dos primeiros escandinavos na Islândia durante o século IX

O Landnámabók afirma que o primeiro nórdico a pisar solo islandês foi um viking com o nome de Naddoddr. Naddoddr ficou por apenas um curto período de tempo, mas deu um nome ao país:Snæland (Terra da Neve). Foi seguido pelos suecos comandados por Garðar Svavarsson, que foi o primeiro a passar lá o Inverno. À volta de 860, uma tempestade empurrou o navio para o norte até chegar à costa leste da Islândia. Garðar atracou na ilha pelo leste, navegando para o oeste ao longo da costa e depois rumo a norte, construindo uma casa em Húsavík. Tendo circumnavegado a massa terrestre em questão, estabeleceram que se tratava de facto, duma ilha. Partiu no verão seguinte, para nunca mais voltar, mas não antes de dar à ilha um novo nome - Garðarshólmur (literalmente, a ilha de Garðar). Um dos seus homens, Náttfari, decidiu ficar na ilha com dois escravos. Náttfari estabeleceu-se no que é agora conhecido como Náttfaravík, perto de Skjálfandi. O Landnámabók no entanto, sistenta que Náttfari não foi um colono permanente.

### Hrafna-Flóki
O segundo nórdico a chegar à Islândia foi nomeado Flóki Vilgerðarson, mas o ano da chegada não é claro. Segundo a história contada em Landnámabók, ele levou três corvos para ajudá-lo a encontrar o caminho. Assim, foi chamado de Raven-Flóki (islandês:Hrafna-Flóki). Flóki libertou os corvos perto das Ilhas Faroe. O primeiro corvo voou de volta para as Ilhas Faroé. O segundo voou no ar e depois voltou para o navio. No entanto, o terceiro voou em frente ao navio e eles seguiram-no rumo à Islândia.
Ele desembarcou em Vatnsfjörður nos Westfjords depois de passar o que é agora Reykjavík. Um dos seus homens, Faxi, observou que pareciam ter encontrado grandes terras - daí, a baía de Reykjavík ser conhecida como Faxaflói. Um inverno rigoroso fez com que todo o gado de Flóki morresse - ele amaldiçoou este país frio e, quando viu gelo no fiorde, decidiu chamar esta a “terra do gelo”, "Ísland" (Islândia). Apesar das dificuldades em encontrar comida, ele e a sua tripulação ficaram mais um ano, desta vez em Borgarfjörður, mas voltaram para a Noruega no verão seguinte. Flóki retornaria muito mais tarde, e estabelecer-se-ia no que hoje é conhecido como Flókadalur.

### Ingólfur Arnarson

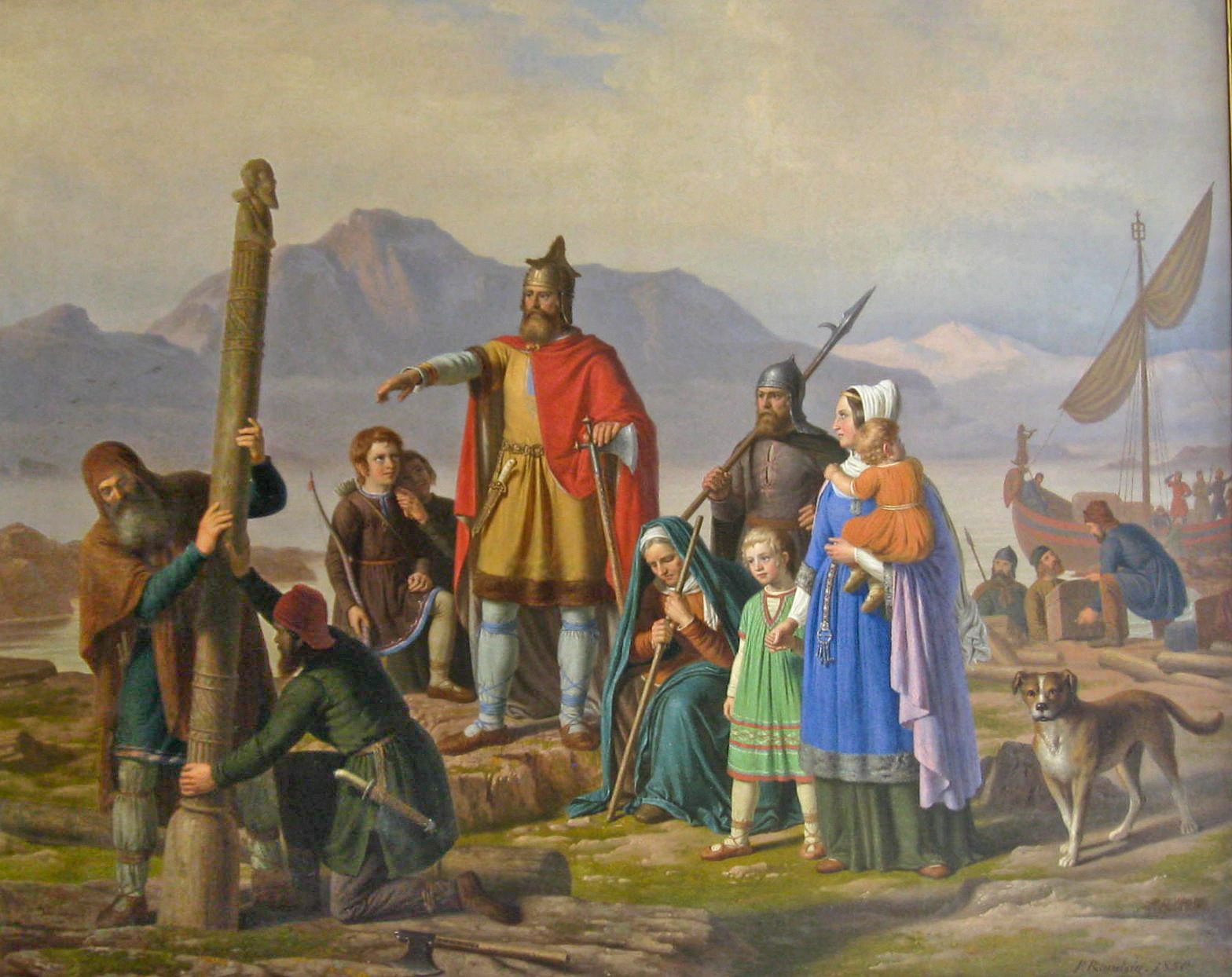
Ingólfur ordena os seus imponentes troncos a ser erguidos

Outro nórdico, chamado Ingólfur Arnarson, havia instigado um conflito de sangue na terra natal, a Noruega. Ele e o irmão adotivo Hjörleifur, foram a uma expedição exploratória para a Islândia e passaram o inverno no que é hoje Álftafjörður. Alguns anos depois, eles retornaram para estabelecer a terra com os seus homens. Quando se aproximaram da ilha, Ingólfur lançou os seus longos troncos de árvore ao mar e jurou que ficariam no local onde esses dessem à costa. Enviou os seus escravos Vífill e Karli para procurar os troncos flutuantes. Estes no entanto, encontraram o seu irmão adotivo Hjörleifur assassinado e abandonado pelos seus homens. Ingólfur deu ao irmão adotivo um funeral pagão no estilo nórdico e matou os assassinos, que tinham fugido para as ilhas Westman.
À medida que o inverno se aproximava, os escravos de Ingólfur encontraram os troncos de Arnarhvol. Quando chegou o verão, ele construiu uma quinta em Reykjavík e reclamou todas as terras a oeste dos rios Ölfusá, Öxará e Brynjudalsá. O seu escravo Karli não se importou com a localização e disse a Ingólfur: "Sofremos muito em boas terras até nos instalarmos nesta remota península".

## Efeitos ambientais
Os académicos argumentaram que os colonos causaram erosão do solo pelos extensos desbravamentos e pastagens excessivas. Um estudo sugere que o principal motivo para desbravamento foi "explotação de pastagens e campos domésticos", não os "requisitos dos colonos para combustível e material de construção".